# Río Inambari
El río Inambari es un río amazónico peruano, afluente del río Madre de Dios, que discurre por los departamentos de Puno, Cusco y Madre de Dios.

## Etimología
Según  Rodolfo Cerrón-Palomino, lingüista peruano, la etimología de "Inambari" procede de la lengua iñapari, de la gran familia lingüística arahuaca, hablada en la región. De manera que "iñapari" e "inambari" no son sino variantes de una misma forma y es muy probable que aluda al grupo étnico involucrado y a su lengua.

## Historia
El río ha sido una frontera natural a lo largo de la historia de la región. Antes de los incas estaba situado entre dos focos culturales:  el altiplano del Collao y la sabana de Mojos (río Mamoré) y, puesto que las comunidades alto andinas controlaban nichos ecológicos a diferentes alturas para tener acceso a toda una variedad de productos, es casi seguro que los "señoríos" Kallawaya, de la zona de Apolobamba, y quizás otros, hayan tenido "colonias" en la parte alta del Inambari para plantar coca y para servir de lugares de intercambio entre productos andinos y amazónicos, pero hasta ahora no hay suficientes investigaciones arqueológicas para corroborar esta afirmación. En el lado occidental de la alta cuenca del Inambari algunas guarniciones incas indudablemente se han establecido en lugares previamente habitados.
- En la época incaica el Inambari separaba la tierra del Inca, Antisuyo (al SE del Cusco), de las tierras no sojuzgadas de los Chunchos. Según el Inca Garcilaso ejércitos del segundo o tercer inca descendieron hacia los Anti llegando hasta el río Callabaya (el Inambari o el Tambopata). El cuarto Inca anexó los valles orientales de San Gabán y Larecaja (hoy Bolivia). El príncipe Yaguar Huacac pasó por el río Paucartambo y estableció colonias en los ríos Avisca y Tono para producir coca. Topa Inca Yupanqui desciende con una flota de balsas el río Amarumayo (hoy Madre de Dios), pasa por la boca del Inambari, somete a los Chunchos y finalmente los restos de su maltrecho ejército llegan a la provincia de los Mojos.[1] Para los incas el bosque amazónico era un lugar iniciático, de chamanes, allí el inca Mayta Cápac habría adquirido sus poderes de gran guerrero y gran cazador. Es el origen de plantas sagradas como el ayahuasca, el tabaco y la coca, pero también es un lugar de voraces serpientes que se tragan a los andinos.

Los más importantes sitios incas identificados en esa frontera son Wat'amarka con la fortaleza de Juchuy Qaliri, en Coasa (Puno) sobre el río Esquena, y la guarnición de Phisqapunku en Phusca, Usicayos (Puno) con su gran kallanka o centro administrativo.
- Luego de la conquista del Perú por los españoles varias expediciones venidas del Cusco trataron de entrar a las selvas del Antisuyo a la búsqueda del Paititi, la mítica ciudad del oro de donde habría venido gran parte del tesoro del rescate del inca Atahualpa, capturado por Francisco Pizarro en Cajamarca. Pero tanto las expediciones de Pedro de Candia (1538), del fundador de Arequipa Pedro Anzúrez de Camporredondo (1538 y 1539), de Juan Álvarez Maldonado y su rival Gómez de Tordoya (1566), fracasaron. Todas, menos la de Candia, tuvieron grandes pérdidas de vidas de españoles y de sus cargadores indígenas. Puesto que descendían por el Amarumayo algunas de ellas han debido pasar por la boca del Inambari. El mapa Peruviae Auriferae Regionis Typus de Diego Mendes, publicado por Abraham Ortelius en Amberes en 1592, muestra una red de ríos al este de Carabaya, uno de los cuales sería el Inambari.

- Durante la colonia el Inambari era el límite oriental de la provincia de Carabaya, la que pertenecía al Obispado del Cusco y a la brumosa tierra de la misión franciscana de Apolobamba (no jesuítica como las de Moxos, Chiquitos u otras más orientales). Los franciscanos hicieron varias entradas a la selva para convertir a los infieles "quemando los ydolos y cassas de adoratorios".[3] Destaca aquí la expedición de los capitanes españoles De Zecenarro por la cuenca del Inambari y Tambopata (1677), en búsqueda del Paititi. Por otro lado los indígenas a veces resistieron,  matando a flechazos a los españoles o atacando sus asentamientos, como San Gabán. En las cabeceras del Inambari se lavaba oro por el que se debía pagar un tributo al rey.

En 1777 Carabaya sigue perteneciendo al obispado del Cusco pero es administrada por el virreinato del Río de la Plata, puesto que es parte de la Audiencia de Charcas. En el mapa de 1802 de Francisco de Carrascón y Solá, presbítero de la catedral del Cusco, se llama al río Inambari San Cristóbal-San Gaván y aparece como un afluente del Beni, el que a su vez aparece como afluente del Ucayali, lo que refleja el gran desconocimiento de la época de la geografía de esta región. Aparece como atravesando los territorios de los Pacaguaxas y los Toromonas, pero en el mismo mapa, al norte de Macusani aparece un pueblo que se llama Yanambari. Según el mapa esta es una zona de coca, canela, cacao y café.

En el mapa de la Intendencia de Puno de 1809, del padre Benito Valencia, aparecen la confluencia de los ríos Sandía y Huari Huari y la subsecuente curva del Inambari hacia el oeste, pero luego se vuelve territorio desconocido.
- Este desconocimiento va a continuar durante la república. Pero si el oro ya había vinculado el Inambari con los mercados internacionales durante la época española, el problema del paludismo que plagaba ciudades como Roma y Londres y la expansión colonial europea en la India, Indochina y África, donde más europeos morían por las fiebres que por la resistencia de los naturales,  llevaría a aventureros y científicos como el conde de Castelnau, Charles Ledger y Clements R. Markham a internarse en las selvas sudamericanas a la búsqueda del árbol de la quina o cascarilla (Cinchona sp.) cuya corteza cura el paludismo, con la intención de trasplantarlo a sus colonias tropicales. Las semillas y plantones extraídos por Markham y Ledger de la región del Alto Inambari y Tambopata estuvieron al origen de inmensas plantaciones, científicamente manejadas, en la India y en las Indias Orientales Neerlandesas.

Entre 1850 y 1864 un misionero italiano, Samuel Mancini, venido del Beni, exploró varios afluentes del Madre de Dios, habiendo, quizás, entrado al Inambari. Él dibujó un mapa esquemático de esa región que fue visto por el científico italiano Antonio Raimondi, gran explorador del Perú. Sin embargo en el atlas de 1865 de Mariano Felipe Paz Soldán solo la parte alta aparece correctamente cartografiada, mientras que en la baja su confluencia con el Madre de Dios está equivocada y luego el río va a parar a un "límite desconocido". En la misma época el comercio de la cascarilla incentivó al loretano Faustino Maldonado a penetrar en las selvas de Madre de Dios. Maldonado perecería ahogado en los rápidos del río Madeira, pero sus compañeros sobrevivientes, al llegar a Manaos, establecieron definitivamente que el Inambari-Madre de Dios eran parte de la cuenca del Amazonas.

Raimondi, quien había recorrido una parte del Inambari entre los ríos Coasa y San Gabán, lo cartografía correctamente en su atlas del Perú publicado en 1887, menos en la parte por debajo de los 500 metros sobre el nivel del mar.
- En las negociaciones para fijar los límites entre Perú y Bolivia la pretensión boliviana era fijar la frontera en el Inambari, pero el laudo argentino de 1909 lo dejaría íntegramente en territorio peruano. Luego con el auge del caucho es íntegramente explorado a la búsqueda de las preciosas heveas y la Dirección de Fomento de Lima lo lotiza en concesiones gomeras, Las más grandes serían las otorgadas a la Sociedad Gomera Marcapata, con 52,101 hectáreas y a la Société Pacifique-Amazone con 30 000 hectáreas[5]

Los indígenas de la región no se salvarían del brutal tratamiento que los caucheros les reservaban cuando los explotaban como mano de obra. Su casi completa desaparición de la cuenca del Inambari, ya bien entrado el siglo XX, seguramente se debió a esto y a las enfermedades introducidas por los foráneos. Muchas fotos de 1930 atestiguan de la existencia en la región de indios Guarayos (Ese'ejja), pero ya no están allí. Los indígenas del Inambari fueron agrupados por los frailes dominicos en su misión del lago Valencia, en Madre de Dios, donde la mayor parte murieron rápidamente de enfermedades contagiosas.

## Geografía
El río Inambari tiene una longitud aproximada de 437 km. Sus fuentes están en el Nevado Ananea (5,829 m) de la Cordillera de Apolobamba, en la provincia de Sandía, donde se originan los ríos Sandía, Quiaca y Sina. Estos dos últimos forman el Huari Huari, el que al confluir con el Sandía forma el Inambari a la altura del poblado de San José. Cuando el Inambari encuentra un contrafuerte montañoso que varía entre los 1,000 y 3,000 m de altura y es parte del Parque Nacional Bahuaja Sonene, vira en ángulo recto hacia el noroeste.
El Inambari recibe por su margen izquierda muchos afluentes, que se originan en los nevados de la cordillera de Carabaya, de los que los cuales los más importantes son el Pacchari, el Quitún (formado por el Usicayos y el Limbani), el Upina, el Tambillo y el San Gabán. Este último aporta un tercio del caudal del Inambari a partir de su confluencia. A una altitud de 370 metros sobre el nivel del mar (m s. n. m.) recibe por su margen izquierda el río Araza o Marcapata, el cual nuevamente aporta un tercio del caudal.Inmediatamente después corta la Cordillera Oriental Andina por una estrecha garganta, antes de salir a la llanura amazónica. Esta garganta está en el límite tripartito de las regiones de Puno, Cusco y Madre de Dios. En este lugar el Inambari es franqueado por dos puentes, correspondientes a dos ramales de la Carretera Transoceánica que une al Brasil con el Océano Pacífico: el Puente Inambari en el ramal que va al Cusco y el Puente Otorongo, en el ramal que va a Juliaca. Allí su caudal promedio varía ente 500 y 1,400 m³ por segundo, en julio y febrero respectivamente. Luego recorrerá 150 km para unirse con el río Madre de Dios, en Boca Inambari a 210 m s. n. m., ya en la provincia de Tambopata. En gran parte de su recorrido el Inambari forma el límite sur de la zona de amortiguamiento del Parque Nacional Bahuaja Sonene, uno de los "puntos calientes" (hotspots) de biodiversidad más importantes del planeta.

## Geología
La cuenca del Inambari contiene una serie de secuencias de sedimentos derivados de la erosión de los flancos orientales de los Andes. Contiene importantes depósitos de gravas auríferas. El oro proviene de pizarras y esquistos erosionados de las partes altas de la cordillera de Sandía. En la confluencia con el río San Gabán hay cientos de metros de sedimentos fluviales no consolidados que van desde conglomerados hasta arcillas. La topografía actual podría tener solo 10,000 años de antigüedad.
La garganta del Inambari está en la faja subandina conformada por rocas sedimentarias del Mesozoico (entre 100 y 65.5 millones de años de antigüedad) y del Cenozoico (menos de 65.5 millones de años de antigüedad), cubiertas de aluviones. Las rocas predominantes en ambas márgenes son areniscas cuarzosas, limolitas y lutitas. Los depósitos cuaternarios provienen de antiguos aluviones depositados por gigantescas avenidas.
La zona más estrecha está constituida por rocas de la formación Vivian, representada por una alternancia de areniscas cuarzosas y areniscas limoníticas, con estratos perpendiculares al cauce del río. Desde el punto de vista sísmico está en la zona de intensidad V de la escala de Mercalli Modificada.

## Zonas ecológicas de la cuenca
La cuenca del Inambari varía desde una altura de más de 5,000 m s. n. m. (metros sobre el nivel del mar), con una temperatura promedio del aire entre 16 °C, hasta 230 m s. n. m. con una temperatura promedio de 32 °C. Las precipitaciones anuales son menores a 500 mm por encima de los 3,000 m debido a un efecto de sombra orográfica, causado por las montañas que bloquean las lluvias que vienen del oriente, pero llegan a un total anual promedio de 6,119 mm en San Gabán, a 640 m s. n. m., con un máximo de 2,359 mm en enero y un mínimo de 44 mm en julio, pero tendrían una tendencia a aumentar según un estudio hecho para el proyecto de central hidroeléctrica del Inambari.
Bosques nublados cubren la mayor parte de la zona entre 2,000 y 3,000 m s. n. m., con gran abundancia de epifitas.La zona entre 1,000 y 2,000 m está cubierta por bosque húmedo montano exuberante y tiene numerosos manantiales y cascadas, y una densa vegetación ribereña. La zona entre 500 y 1,000 m está totalmente expuesta a los vientos provenientes del este y por lo tanto la precipitación es mayor que en otras partes de la cuenca, incluyendo las zonas más bajas. Está cubierta por bosque montano que incluye muchas especies que se encuentran en las partes bajas de la Amazonía. Cuando el río entra a la llanura amazónica su curso es trenzado (formado por canales entrelazados). Allí el río alcanza un ancho de 300 m incluyendo su planicie aluvial, y puede llegar hasta 7 m de profundidad en la estación de lluvias, en la que lleva aguas muy turbias.
La planicie aluvial tiene un bosque inundable y muchos aguajales donde crece la palmera Mauritia flexuosa. Esta es un área de alta biodiversidad pero está ahora muy depredada por la minería informal del oro.

Las zonas ecológicas de la cuenca del Inambari se pueden resumir en le cuadro siguiente:
| Zonas de vida                                                                   | Área (km²) | %    |
| ------------------------------------------------------------------------------- | ---------- | ---- |
| Nival-Subtropical                                                               | 1,130      | 5.5  |
| Tundra pluvial-Alpino Subtropical                                               | 684        | 3.4  |
| Páramo pluvial-Subalpino subtropical                                            | 6,654      | 32.6 |
| Bosque pluvial-Subtropical                                                      | 2,286      | 11.2 |
| Bosque pluvial-Montano bajo subtropical                                         | 639        | 3.1  |
| Bosque pluvial-Montano subtropical                                              | 2,888      | 14.2 |
| Bosque húmedo-Montano bajo subtropical                                          | 784        | 3.8  |
| Bosque muy húmedo-subtropical                                                   | 1,184      | 5.8  |
| Bosque muy húmedo-Montano subtropical                                           | 1,386      | 6.8  |
| Bosque pluvial-Subtropical transicional a bosque muy húmedo subtropical         | 2.353      | 11,5 |
| Bosque muy húmedo-Subtropical transicional a bosque húmedo tropical/subtropical | 411        | 2,0  |
| TOTAL                                                                           | 20.399     | 100  |
|                                                                                 |            |      |

### Hábitats acuáticos
Los hábitats acuáticos de la Amazonía, al pie de los Andes, son zonas muy complejas en términos ecológicos. La cuenca del Inambari podría contener 17 de los 20 tipos de humedales reconocidos por la Convención de Ramsar. Esto debido a su descenso desde los glaciares y punas hasta la llanura amazónica, atravesando muchos nichos ecológicos. Como hipótesis de trabajo, puesto de que recién en 2012 se han comenzado a hacer algunos estudios científicos de la cuenca, estos hábitats serían:

- Ríos y quebradas permanentes: Desde arroyos de menos 20 m de ancho hasta el bajo Inambari, el que puede tener hasta 5 canales. Sus últimos 100 km son muy trenzados y tienen gran número de islas, con una consiguiente gran longitud de orillas. Esta característica está, en general, positivamente correlacionada con una gran biodiversidad acuática.

- Ríos y quebradas estacionales: En todas las elevaciones numerosos cursos de agua fluyen solamente en la época de lluvias y en los 3 a 7 meses subsiguientes.

- Lagos permanentes de agua dulce: En las alturas superiores a los 4,500 m hay varios cientos de lagunas glaciares. En la llanura amazónica existen las cochas o lagunas provenientes de meandros que han sido cortados y aislados. Estas no corresponderían exactamente a lagos en la clasificación de Ramsar ya que están en zonas inundables y tienen praderas flotantes.

- Lagos estacionales de agua dulce: Son antiguos lagos glaciares, que existen sobre todo en la meseta de Macusani.

- Lagos permanentes alcalinos: Se supone que existen en la parte alta de la cuenca. Los lagos alcalinos están asociados con una fauna altamente especializada y con baja biodiversidad.

- Lagos o zonas inundadas estacionales alcalinos: Podrían existir en la zona de Macusani, que no ha sido estudiada, y su alcalinidad provendría de evaporitas o sedimentos minerales solubles en agua, reliquias de antiguos fondos marinos.

- Pantanos y charcas alcalinos permanentes.

- Pantanos y charcas alcalinos estacionales.

- Pantanos y charcas de agua dulce permanentes: Se encuentran en las tierras bajas, a menudo en los aguajales. Se renuevan con las inundaciones.

- Pantanos y charcas de agua dulce estacionales.

- Turberas no boscosas: Se encuentran en general por encima de los 3,700 m y son mantenidas por aguas subterráneas. La composición de estas aguas puede variar de muy ácidas a muy alcalinas.

- Humedales alpinos: Incluyen praderas alpinas y aguas temporales del deshielo. Se encuentran por encima de los 4,500 m a lo largo de la cordillera de Carabaya.

- Pantanos con vegetación arbustiva: Estarían presentes en muchas de las pequeñas planicies aluviales de los ríos y arroyos de las yungas altas, con arbustos adaptados a las inundaciones periódicas. Existen en las planicies aluviales de las zonas bajas, a menudo mezclados con pastos altos, como el Gynerium. Los arbustos también dominan las playas y orillas de las zonas bajas.

- Humedales boscosos de agua dulce: Existen sobre todo en las zonas inundables de las partes bajas, en los últimos 100 km. Están siendo seriamente afectados por la minería del oro.

- Manantiales de agua dulce: Abundantes en las zonas andinas de alta precipitación.

- Humedales geotérmicos: Se supone que existen en varios lugares de la cuenca. Aguas Calientes, cerca de Marcapata, tiene aguas termales utilizadas por la población. No hay estudios de su flora y fauna.

- Humedales subterráneos: Están asociados con rocas calizas disueltas por las aguas ácidas. Algunas cuevas han sido exploradas por arqueólogos, donde se han encontrado pinturas rupestres, pero sus aguas no han sido estudiadas.

### Calidad del agua del río
Para hacer el estudio de impacto ambiental del proyecto hidroeléctrico Inambari se establecieron 12 estaciones de muestreo los que se compararon con los Estándares Nacionales de Calidad del Agua para los ríos de la selva. Se encontró que en la época de lluvias y la seca la mayoría de los valores encontrados de ph, oxígeno disuelto, sólidos totales suspendidos, demanda bioquímica de oxígeno, etc. estaban aproximadamente dentro de los estándares, pero tanto en la época húmeda como en la seca se encontraron altas concentraciones de plomo, cobre y zinc en algunas estaciones, probablemente producto de la actividad minera.

### Peces de la cuenca del Inambari
Los principales grupos de peces que se encuentran en la cuenca del Inambari son los carácidos (Characiformes), bagres (Siluriformes), peces eléctricos o macanas (Gymnotiformes), cíclidos y corvinas (Perciformes), anguilas de pantano o atingas (Synbranchiformes), killifish (Cyprinodontiformes), anchovetas (Engrauliformes), peces aguja (Beloniformes), rayas (Myliobatiformes)y truchas introducidas(Salmoniformes), formando un total de 9 órdenes y 33 familias de peces indígenas.
Se sabe que los carácidos, bagres, peces eléctricos, cíclidos y la trucha se encuentran por encima de los 350 m s. n. m. Es decir hay solo 4 órdenes de peces nativos, formadas por 13 familias, 50 géneros y unas 70 especies. La mayoría de estos géneros tiene una amplia distribución en la cuenca amazónica. La única especie endémica identificada en la cuenca del Inambari es un carachama: el Chaetostoma marcapatae (Loricariidae). Teniendo en cuenta que el río solo comienza a ser explorado científicamente hay esperanzas de encontrar más especies endémicas.
A medida que la altitud aumenta la diversidad y la talla de las especies disminuye, pero la trucha se encuentra hasta los 4.000 m. En la parte baja los pescadores de Mazuko (360 m s. n. m.) reconocen la existencia de peces de mayor tamaño como el sábalo (Brycon amazonicus), el boquichico (Prochilodus nigricans), el zúngaro (Zungaro zungaro) y los bagres doncella y puma zúngaro (Pseudoplatystoma).

### Migraciones de peces
Las migraciones de peces en la cuenca del Inambari no han sido estudiadas, pero por lo que se sabe de la cuenca del Madre de Dios existirían los tres tipos de migraciones mencionados más abajo.

#### Migraciones de larga distancia
Los bagres del tipo Goliat (género Brachyplatystoma) recorren grandes distancias en la cuenca amazónica. Seis especies son conocidas en la cuenca del Madre de Dios y son consumidas por los humanos. Dos de entre ellas, el dorado (Brachyplatystoma rousseauxii)) y la mota flemosa (Brachyplatystoma platynemum,) toman entre 18 y 24 meses para viajar desde el piedemonte andino hasta el estuario del Amazonas, un viaje que varía entre 3,700 y 5,500 km. Luego, al regresar para desovar, suben por el río Madeira y deben sortear los rápidos de la Cachoeira do Teotônio, cerca de Porto Velho. Los cardúmenes de dorados esperan hasta el comienzo de las lluvias en noviembre y diciembre para que haya suficiente agua para nadar contra la corriente. Los cardúmenes de mota flemosa llegan un mes más tarde y son más numerosos de enero a marzo. La construcción de las nuevas centrales hidroeléctricas de Santo Antônio y Jirau, cuyas represas bloquean el río muy probablemente significarán el fin de esta migración y la Cachoeira desaparecerá bajo el nuevo nivel del río. Actualmente los bagres llegan a las cuencas altas del Madre de Dios, del Beni, del Mamoré y del Guaporé cuando las aguas comienzan a bajar y la alimentación es más abundante, ya que las presas están más concentradas. Luego desovarán en el piedemonte andino cuando las grandes lluvias comienzan a caer. Investigaciones en el río Madre de Dios indican que desovan entre 200 y 400 m de elevación, pero el río Inambari no ha sido muestreado aún. Estudios genéticos de los dorados parecen demostrar que regresan a su lugar de nacimiento.

#### Carácidos y otros bagres migratorios
En todos los tributarios grandes de las cuencas del Madeira se encuentran sábalos y boquichicos, peces altamente migratorios. también se encuentran grandes bagres, como los zúngaros, doncellas, puma zúngaros y achacubos (Surubimichthys  planiceps), los que se sabe que migran en los ríos de la Amazonía, pero, por falta de investigación, sus movimientos no han sido documentados en el Inambari. La doncella desova a altitudes de 1000 m s. n. m., en aguas rápidas y claras.

#### Migraciones locales entre la llanura amazónica y el piedemonte andino en el Inambari
Por falta de estudios solo se puede suponer que al menos dos especies relativamente grandes, el sábalo macho (Salminus maxillosus) y la ashara (Aguarunichtys torosus) desovan en el piedemonte del Alto Madre de Dios.

### Impactos humanos en los ecosistemas acuáticos de la cuenca del Inambari
La minería del oro, cuya presión se ha acentuado en los últimos años a raíz del aumento del precio de dicho metal, es la que más afecta la cuenca del Inambari. Comienza en las cabeceras, en las montañas de Sandía, y alcanza muy altos niveles más abajo de Mazuko. Miles de personas la practican, artesanalmente o con maquinaria pesada. Sus impactos más graves son la descarga de miles de toneladas de sedimentos en el río, la deforestación masiva de las riberas y las descargas incontroladas de mercurio.
Si se construye el proyecto hidroeléctrico del Inambari (ver más abajo) tendría un gran impacto sobre los flujos de sedimentos y de mercurio originados por la actividad minera, pero también muchos otros como la modificación de los pulsos del río, una deforestación acelerada de la cuenca y la eliminación de las migraciones de peces
Otro impacto, sobre el cual no se tiene mayor información, es la fabricación ilegal de pasta básica de cocaína, cuyos insumos tóxicos normalmente se vierten en ríos y arroyos. Las áreas de cultivo de coca han estado aumentando en los últimos años, sobre todo por encima de los 500 m s. n. m., en San Gabán y al norte de Sandía. Por otro lado la extensión de la frontera agrícola, causada por la construcción de la carretera Interoceánica, también tiene un impacto ambiental que aún no ha sido evaluado. La minería de uranio a tajo abierto en Macusani, en la parte alta de la cuenca, por parte de mineras canadienses y por el momento en etapa de exploración, también tendría un impacto devastador sobre la ecología del río, fuera de poner en peligro de destrucción miles de pinturas rupestres existentes en los cañones de esa zona.

## Flora de la cuenca
El botánico Ramón Ferreyra hizo una lista de algunas de las especies más representativas de la cuenca del Inambari e indica que hay allí muchos endemismos en su libro "Flora y vegetación del Perú".
Algunas de las especies que menciona son:

- Entre los 3.000 y 4.200 m, el ichu y la chilihua y otras herbáceas, la espectacular Puya weberbaueri, la umbelífera Eryngium rauhianum, cuyo tronco florífero tiene 2 m de alto y cuyas hojas de disposición arrosetada son muy largas y dentadas, y arbustos como el Solanum sandianum y la Monnina acutifolia. Las laderas rocosas están cubiertas de líquenes blancos. 

- Entre los 2.000 y 3.000 m, un estrato herbáceo y arbustivo (Piper sandianum y Clusia sandiensis, entre otros), y una gran variedad de especies entre las cuales están la Castilleja communis y la Jacobinia mendax.

- Entre los 1.500 y 2.000 m, una vegetación lujuriante y perennifolia. Menciona piperáceas como la Peperomia blanda y la tuna congona, arbustos como la Triumfetta mollissima y el Viburnum reticulatum, árboles como el ajo ajo (Cordia alliodora), la amasisa (Erythrina ulei), palmeras como la Wettinia weberbaueri, helechos arbóreos como el Cyathea caracasana var. boliviensis, y múltiples epifitas.

Para evaluación del impacto ambiental del proyecto de la hidroeléctrica del Inambari se hicieron una serie de estudios sobre la flora de la región concentrándose en un área de 88,000 hectáreas (ha) definida como el área de influencia directa de la hidroeléctrica. Se hizo una clasificación zonal según su cobertura vegetal:

- Bosque de montañas: Crecen en cerros escarpados cortados por quebradas, donde se encuentran las siguientes especies: Ficus crassiuscula, Inga altissima, Inga chartacea, Inga feuillei, Inga marginata, Jacaranda copaia, Miconia ternatifolia, Myrica policarpo, etc. A medida que la altura aumenta los árboles son más bajos y más delgados, musgos y epifitas proliferan debido a la permanencia de una cobertura nubosa.

- Bosque de terrazas: Existente sobre todo en la cuenca del río Araza, se desarrolla sobre terrazas planas de origen aluvial de 5 a 10 m de altura. En él se encuentran las siguientes especies: Brosimum alicastrum, Brosimum lactescens, Brosimum rubescens, Clarisia biflora, Erythrina sp., Ficus crassiuscula, Guarea trichiloide, Hura crepitans, Inga sp., etc.

- Bosques de colinas: Los bosques de colinas bajas se desarrollan sobre laderas producto de la erosión hasta alturas de aproximadamente 80 m sobre el nivel de los ríos. Tienen un sotobosque ralo y presencia de la palmera irapay (Lepidocaryum tesmanni).   Los bosques de colinas altas se encuentran en alturas de entre 80 y 300 m sobre el nivel de los ríos, con pendientes de 30 a 70%. Pueden tener árboles hasta de 35 m de alto con abundantes lianas. En él se encuentran las siguientes especies: Inga splendens, Inga chartacea, Inga feuillei, Hevea brasiliensis, Protium apiculatum, Cecropia ciadophylla, Ceiba sp., Clarisia sp., etc.

- Bosque aluvial inundable: Se distribuye a lo largo de las orillas del Inambari, Araza y tributarios y su área es relativamente pequeña. Está sujeto a periódicas inundaciones. Su estrato dominante es de 15 a 20 m de altura y el sotobosque es muy denso, con arbustos y lianas, lo que hace el tránsito difícil. Especies que se encuentran allí son: Cecropia membranosa,  Clarisia racemosa, Callycophyllum sp., Guazuma crinita, Triplaris americana (que vive en simbiosis con colonias de hormigas), etc.

## Fauna terrestre
A la gran variedad de zonas ecológicas corresponde una gran variedad de fauna. Así en la cuenca alta y en la cuenca media se encuentra una gran variedad de anuros, ranas, lagartijas y serpientes, y de aves y mamíferos como el puma y la taruca (Hippocamelus antisensis). En la cuenca baja y media la vecindad del Parque Nacional Bahuaja-Sonene, uno de los más biodiversos del planeta, hace que el Inambari comparta gran cantidad de su fauna. Esto significa que hay docenas de especies de anfibios y reptiles, cientos de especies de aves y en mamíferos múltiples especies de murciélagos y monos, tapires, venados y jaguares entre otros muchos.

La consultora ECSA hizo un muestreo de fauna para el estudio de impacto ambiental (EIA) del proyecto hidroeléctrico del Inambari. en el área de influencia directa del proyecto, tanto en la estación húmeda como en la seca y encontró muchas docenas de familias de artrópodos, hasta 66 en un punto de muestreo, siendo la orden Díptera la que más familias presentó, mientras que en porcentaje de individuos los más numerosos han sido los de la orden Hymenóptera, con su familia Formicidae (hormigas, un importante elemento de los ecosistemas tropicales).

También se registraron Anopheles sp., zancudos vectores del paludismo y Lutzomyia sp., mosquito vector de la uta, pero no hay estudios actualizados sobre la incidencia de estas enfermedades en la región.

En la herpetofauna se registraron 36 especies de anfibios y 17 de reptiles, entre las cuales 7 registradas en categoría de conservación como las ranas "venenosas" Ameerega simulans y Ameerega macero, el caimán Paleosuchus trigonatus y la boa esmeralda Corallus canina y especies emblemáticas como la serpiente venenosa más grande de América del Sur, la shushupe (Lachesis muta).

La ornitofauna es extremadamente rica y variada. Para el EIA se establecieron 12 estaciones de muestreo, las que registraron 203 especies de aves en la época seca y 193 en la de lluvias, resaltando en ambas épocas las familias Thamnophilidae (hormigueros), Tyrannidae (mosqueros) e Icteridae (páucares). La presencia de estas familias en números importantes indican que los ecosistemas aún están saludables. Se registraron 15 especies migratorias en la época húmeda y 3 en la época seca.

Ocho especies de esta zona están en registradas como en peligro o vulnerables, entre ellas el guacamayo azul y amarillo, el guacamayo escarlata, el tucán de garganta blanca, el paujil y el gallito de las rocas. Según los pobladores las especies altamente deseables para cazarlas son de las familias Tinamidae (perdices) y Cracidae (pavas). Loros y guacamayos también son deseables, para venderlos en el mercado internacional.

Si se tiene en cuenta las cantidades de especies registradas en las reservas naturales alrededor de la cuenca del Inambari: 190 en la Reserva de la Biosfera del Manu, 105 en la Reserva Nacional Tambopata Candamo y 150 en la Estación Biológica de Cocha Cashu, en la cuenca del Inambari deberían existir más de 100 especies de mamíferos.

El EIA hizo un estudio sobre la mastofauna en el área de influencia del proyecto, la que varía entre 400 y 900 m de altura, correspondiendo a un bosque tropical húmedo que ha sufrido diversos grados de intervención humana. Se establecieron 12 estaciones de muestreo, tanto en bosque primario denso como en bosque secundario y se identificaron 74 especies de mamíferos grandes, medianos y pequeños, entre ellas 8 especies de monos, 3 de cérvidos, 6 de felinos, incluyendo jaguares y pumas, tapires, nutrias de río, el raro perro de monte (Speothos venaticus), etc.
La población no caza mucho, pero las especies más perseguidas son el venado colorado (Mazama americana), la huangana (Tayassu pecari), el sajino (Pecari tayacu), el añuje (Dasyprocta sp.) y el picuro (Cuniculus paca).

## Población humana
De acuerdo al censo nacional del 2007, extrapolado al 2013, la población fija de la cuenca del Inambari, por debajo de los 550 m s. n. m., es decir la altura de Puerto Manoa, sería de alrededor de 7,000 personas, de las cuales 4,000 viven en Mazuko y sus alrededores, sobre la carretera Interoceánica, y unos 800 en Puerto Carlos/Santa Rosa. A ello habría que agregarle solo en la zona de La Pampa (abajo de Mazuko) una población flotante de buscadores de oro de unas 30,700 personas, a principios del 2013  (según un informe de inteligencia policial) la que vive en campamentos a lo largo de la carretera y que está depredando toda la región, destruyendo completamente la cobertura vegetal, derribando árboles de hasta 20 m de alto, botando el suelo vegetal a ríos y quebradas, cegándolas, y vertiendo mercurio por doquier. Según la Asociación para la Investigación y el Desarrollo Integral (AIDER) entre el 2010 y junio de 2013 la minería informal ha deforestado 19,500 hectáreas incluyendo más de 3,000 dentro de la zona de amortiguamiento de la Reserva Nacional del Tambopata.

Entre los 550 y 1,500 m s. n. m. no hay cifras oficiales de población pero vivirían entre 1,000 y 2,000 personas en una zona sin carreteras, cultivando coca y frutas, y extrayendo oro. Las comunicaciones con el exterior son por botes y por caminos de herradura que van a las puntas de las carreteras que se dirigen a poblados como Limbani, Esquena, Coasa y Ayapata. El lugar llamado Paco Pacuni, en la boca del río Limbani,  es uno de los terminales de los botes que vienen de Pampa Yanamayo. Río abajo de Paco Pacuni estuvo la célebre mina de oro de Santo Domingo. Según el INEI en el Alto Inambari, por encima de los 1,500 m s. n. m. vivirían unas 9,000 personas. Allí las poblaciones principales son Masiapo y Pampa Yanamayo, donde está el terminal de la carretera que viene de Sandía y Juliaca.

La gran mayoría de la población son colonos andinos, de origen quechua y aimara, sobre todo procedentes de Cusco y Puno. Con el auge del oro han llegado negociantes y mineros brasileños, coreanos y chinos, y con el de la coca colonos de Huánuco y de la provincia de La Mar (Ayacucho).
Las únicas poblaciones nativas pertenecen a la familia lingüística harakmbut en Boca Inambari (115 personas aproximadamente) y en Arazaire, cerca de Huepetuhe (95 personas aproximadamente).

## La minería del oro
Los yacimientos auríferos económicamente explotables son yacimientos secundarios aluviales, denominados placeres de piedemonte o llanura. En los de piedemonte las leyes de mineral varían de 200 a 250 mg Au/m³. En la llanura, en los sedimentos de playas y ríos la mineralización se distribuye en forma horizontal o "corridos", con leyes de 1 a 2 g Au/m³, en las fracciones más gruesas o "cabeceras" y de 300 a 500 mg Au/m³ en las "colas".

### El río del oro
Desde la época de los Incas y quizás desde antes, el oro ha sido explotado en la cuenca del Inambari, por lo menos en las cabeceras. Misioneros franciscanos de paso en 1677 habían escrito: "Indios Araona de la montaña de Carabaya fueron vasallos del Inca del Cusco, a donde llevaban el tributo de oro que llaman vio y de plata, cipiro y plumas, y otras cosas de valor de esta tierra" 

El cosmógrafo mayor Francisco Antonio Cosme Bueno y Alegre publicó en 1759-1776 una descripción de las provincias del Perú por orden del virrey José Antonio Manso de Velasco. En ella menciona la provincia de Sangaban, de donde se habían extraído 33 millones de pesos de oro, sin contar los no declarados. Inclusive se había encontrado una pepita en forma de cabeza de caballo que pesó 4 arrobas y libras. Fue hallada en el lavadero de oro de Inahuaya (hoy Yanahuaya) por los fundadores de la Villa Imperial de San Juan del Oro, hacia 1553 y enviada como regalo a Carlos V. Otra, del tamaño de la cabeza de un hombre, fue enviada a Felipe II, pero desafortunadamente se hundió con el galeón que la llevaba en el canal de las Bahamas.

En 1748 el marino sevillano Antonio de Ulloa, quien había venido al Perú en la expedición científica encargada de medir el arco del meridiano, liderada por Charles de la Condamine, visitó Carabaya e indicó en su informe que el territorio de ese Corregimiento se extendía hasta el río Inambari, el que lo separaba del territorio de los indios "gentiles"(no cristianos). En él se lavaba oro y el tributo al rey se cancelaba en las Cajas Reales de Poto (hoy Potoni).

Ya en la época republicana el científico Antonio Raimondi visitó Sandía, San Gabán y el río Inambari en 1864 y señaló sus ricos lavaderos de oro. En 1890 el campesino Mariano Quispe descubrió una pepita de oro de 1.3 kg en una quebrada del río Quitún y se la mostró los comerciantes de Macusani Francisco Velasco y Manuel Estrada. Estos lo convencieron de que les revelara donde la había encontrado y le ofrecieron cuatro vacas por la pepita (nunca le pagaron). Estrada y Velasco instalaron un molino de oro primitivo en el lugar que luego vendieron por US$210,000 a los norteamericanos W. L. Hardison y Chester Brown, los que fundaron la Inca Mining.

La Inca Mining recibió del gobierno peruano una concesión de 810,000 hectáreas a lo largo del río Tambopata, a cambio de la construcción de un camino de herradura desde Tirapata, una estación del tren Puno-Cusco, hasta Astillero, un lugar donde el río ya es navegable. La parte más larga de este camino de todas maneras debía ser construido por la Inca Mining para sacar su oro. La compañía lo utilizó para acceder a sus concesiones de caucho que explotaba bajo la denominación Inca Rubber. Su gran mina de Santo Domingo produjo en 1903 el equivalente de 25,000 libras esterlinas y en 1904 ya producía casi la mitad de toda la producción de oro peruana. Fue definitivamente abandonada hacia 1950.

Después de las exacciones cometidas contra pueblos indígenas en la época del caucho los remanentes fueron reagrupados con algunos colonos andinos en misiones dominicas y algunos se dedicaron a lavar oro en la cuenca baja. Hubo una "fiebre del oro" entre 1930 y 1950 pero la explotación artesanal solo despegó después de la construcción en 1965 de la carretera Cusco-Quince Mil-Puerto Maldonado, la que facilitó la inmigración proveniente de la Sierra.

No hay estadísticas sobre la evolución de la producción de oro solo para la cuenca del Inambari (y las que existen para Madre de Dios son ciertamente incompletas). Aznar y Luna mencionan que en 1971 las playas del río Madre de Dios habían producido solo 2 kg de oro pero que en 1973 produjeron 600 kg y en 1975 ya producían el 30% de toda la producción del Perú

El aumento de la producción atrajo más colonos y grandes empresas, inclusive de capitales ingleses, norteamericanos y griegos. Esos diversos intereses a veces entraron en conflicto por el control de los recursos. En 1972 el gobierno militar del general Juan Velasco Alvarado suspendió el otorgamiento de concesiones mineras y encargó toda la prospección al Banco Minero, propiedad del estado. Más tarde otorgó el monopolio de la compra de oro al mismo banco. Como los precios que ofrecía eran más bajos que los del mercado, la mayor parte del oro era vendido en el mercado negro o en Brasil y Bolivia. Además se manipularon las leyes para favorecer a ciertos grupos impidiendo la formalización de miles de pequeños mineros. Las subcuencas más afectadas por la minería, como lo son hasta ahora, fueron las de Huaypetuhe y Caychihue, afluentes del Inambari. 

La caída del precio del oro en 1983 de US$500 a US$350 por onza retrajo las inversiones y la inmigración.

### El oro en Madre de Dios en la actualidad (2000-2013)
El aumento del precio del oro, valor refugio, después de las crisis financieras de este siglo en los países industrializados, hasta niveles de US$1,900 por onza y la construcción de la carretera Interoceánica que une la frontera brasileña con Puno y Cusco han lanzado una inmigración masiva de unos 15,000 buscadores de oro de la cordillera de los Andes hacia Madre de Dios con devastadoras consecuencias. Unas 20,000 hectáreas (ha) habrían sido deforestadas a la fecha (junio de 2013) y 200,000 ha más degradadas en las cuencas de los ríos Araza, Inambari y Madre de Dios y allí donde había una magnífica selva de árboles gigantes ahora solo queda un desierto absoluto, contaminado con mercurio.

Se trabaja empíricamente, sin ningún estudio previo y es seguro que una parte del oro queda en los residuos, así como el zircón que también tiene valor y no se recupera. Se elimina toda la capa de suelo vegetal con bombas de agua de alta presión y la tierra así extraída se trata en lavaderos primitivos. También se usan modernas excavadoras y cargadores frontales financiados por los compradores de oro. Para explotar el fondo de los ríos se usan dragas de succión. En las riberas del río Inambari unas 8000 hectáreas están siendo explotadas y ambas riberas están concesionadas por el Ministerio de Energía y Minas, con denuncios titulados o en trámite. La criminalidad, el trabajo infantil y la prostitución de menores proliferan. No se sabe exactamente cuanto oro se extrae del área pero sí que son solo tres grandes empresas las que lo compran, a través de múltiples tiendas, sobre todo en Puerto Maldonado, donde el oro se recupera quemando la amalgama de mercurio en ambientes altamente contaminados y extremadamente peligrosos para la salud.
En 2010 y en 2012 el gobierno peruano lanzó sendas ofensivas para restaurar la legalidad en la zona, pero sin darse los recursos financieros y humanos necesarios. Lógicamente ambas fracasaron frente a la decidida resistencia de los mineros quienes disponían de considerables fondos de lucha y eran ayudados por la corrupción generalizada al nivel de las instituciones del Estado.
En 2012 el gobierno emitió cuatro decretos legislativos, prohibiendo la minería ilegal y para luchar contra la criminalidad asociada a ella, pero ha dado un plazo hasta abril de 2014 para que los mineros se formalicen.
Mientras tanto la explotación del territorio se ha exacerbado y una investigación del Carnegie Institute de la Universidad de Stanford ha encontrado que el mercurio contamina gran parte de la cadena alimenticia de Madre de Dios: 9 especies de peces de 15 analizadas contienen metilmercurio en niveles superiores a los permitidos por los estándares internacionales y el nivel promedio de mercurio hallado en el cabello de una muestra de 226 adultos en Puerto Maldonado es el triple de los límites permisibles.
La compañía norteamericana Viking Minerals tiene una concesión de 1800 hectáreas en la zona de Puerto Manoa y proyecta explotar depósitos aluviales auríferos sobre el río mismo. Considera que la rentabilidad estaría asegurada explotando los 8 metros superficiales.

La compañía financiera Global M&A Partners ha estimado que en el año 2011 la minería ilegal de oro del Perú valía US$1,800 millones, que tuvo un beneficio neto de US$1,000 millones y que el Estado peruano dejó de percibir US$305 millones en impuestos. De las 16 toneladas de oro producidas por la minería informal en el Perú aproximadamente 70% provinieron de Madre de Dios. En el 2013 Madre de Dios estaría produciendo unos 800 kg de oro mensuales según el Ministerio de Energía y Minas. La producción habría disminuido con relación al 2012 a causa de la destrucción de dragas ilegales por intervención policial.

```
Producción de oro en el Perú según la Sociedad Nacional de Minería, Petróleo y Energía:
```

| Toneladas     | 2011  | 2012  |
| ------------- | ----- | ----- |
| Perú          | 163.8 | 156.4 |
| Madre de Dios | 22.6  | 10.2  |
| Puno          | 3.0   | 3.9   |

## La coca
El cultivo de coca en la cuenca del Inambari data probablemente de antes de los Incas. El cacique José Gabriel Condorcanqui Túpac Amaru Inga, quien se rebeló contra el gobierno colonial español en 1780, mantenía plantaciones en la zona de San Gabán.
En la parte alta del Inambari (incluyendo el Tambopata y el río Lanza en la frontera con Bolivia) había 3,610 hectáreas plantadas de coca en 2011 (5.8% del total del Perú). Es una zona productora de pasta básica de cocaína la mayor parte de la cual se va a Bolivia donde los precios son más altos. Pampa Yanamayo es uno de los centros de producción importantes. También hay pistas de aterrizaje clandestinas. En esta zona los cultivos de coca siguen avanzando y habrían incluso invadido una franja del Parque Nacional Bahuaja Sonene. El uso sistemático de pesticidas y herbicidas tiene un efecto nefasto sobre la flora y la fauna de la zona.

También hay por lo menos 843 hectáreas de coca entre la confluencia del río San Gabán con el Inambari y Loromayo cerca de Mazuko, sobre todo cultivada por inmigrantes venidos de los ríos Apurímac y Ene. En esta zona les falta mano de obra, sobre todo a causa de los lavaderos de oro. En toda la cuenca la superficie cultivada con coca está creciendo.

## Los proyectos hidroeléctricos
La empresa brasileña EGASUR ha hecho el estudio de factibilidad para una hidroeléctrica en la garganta del Inambari, con la cota de la represa a 503 m s. n. m. y una potencia instalada de 2,200 megavatios (MW). Ella requeriría una inversión en la central de US$4,556 millones (en US$ del 2013) que aumentaría a US$5,518 millones si se incluye la línea de transmisión hasta Porto Velho, Brasil, porque la idea inicial fue de exportar la mayor parte de la electricidad a ese país. 

La central podría producir en promedio, anualmente, 12,719,500 megavatios hora (MWh) y tendría un embalse que anegaría 378 km². La concesión fue anulada por el gobierno peruano debido a la resistencia de la población afectada por el proyecto (unas 4,000 personas) pero en algunas entidades gubernamentales hay aún hoy (2013) el sentimiento de que la hidroeléctrica debe construirse, ya no para exportar al Brasil, sino para abastecer un mercado peruano en rápido crecimiento y quizás para exportar electricidad a Chile.

La construcción de la central causaría la deforestación de unas 96,000 hectáreas, sobre todo causada por los inmigrantes hacia la zona en búsqueda de trabajo y por la muerte del bosque inundado. También emitiría unos 29 millones de toneladas de gases de efecto invernadero (en equivalente CO2) solo durante los primeros 35 años después del inicio de la construcción, y causaría una gran pérdida de biodiversidad, ya que el proyecto está al lado del Parque Nacional Bahuaja Sonene. Los costos ambientales para los primeros 35 años han sido evaluados, a valor presente, en US$1,383 millones, lo que haría el proyecto completamente negativo para la sociedad peruana. 

Esos costos están subestimados porque no se han considerado los costos de la destrucción de los ecosistemas del río; los del hollín de los incendios forestales causados por la inmigración, los que contribuyen al calentamiento global e impactan los pulmones de la población; los de la proliferación del paludismo y del dengue a causa de las aguas estancadas; los de las emisiones de óxidos de nitrógeno, etc. Por el contrario el proyecto sería muy rentable para los inversionistas (si las tarifas de electricidad peruanas aumentan como se espera) y para las compañías constructoras.

Hay también en estudio, por empresas peruanas, la construcción río arriba de otras tres centrales llamadas Nueva Esperanza 1, 2 y 3 sumando 380 MW, y en el río Sandía dos centrales más sumando 315 MW. Todas por encima de los 900 m s. n. m.